# Saïd Benrahma
Mohamed Saïd Benrahma (ur. 10 sierpnia 1995 w Ajn Tumuszanat) – algierski piłkarz, występujący na pozycji napastnika, reprezentant Algierii. 
Wychowanek OGC Nice, w trakcie swojej kariery grał także w takich zespołach jak Angers SCO, Gazélec Ajaccio, LB Châteauroux oraz Brentford. Uczestnik Pucharu Narodów Afryki 2021.